# Sarah Michelle Gellar
Sarah Michelle Prinze (roj. Gellar), ameriška filmska in televizijska igralka ter producentka, * 14. april 1977, New York City, New York, Združene države Amerike.
Ko jo je v newyorški restavraciji odkril nek agent, je zaigrala v televizijskem filmu An Invasion of Privacy in se nato pojavila v televizijskih serijah, kot so Spenser: For Hire in Crossbow. Leta 1992 je zaigrala svojo prvo glavno vlogo, in sicer v miniseriji Swans Crossing, nato pa je zaigrala vlogo Kendall Hart v ABC-jevi telenoveli All My Children, za katero je bila leta 1995 nagrajena z emmyjem v kategoriji za »mlajšo igralko v dramski seriji«.
Gellarjeva je zaslovela v poznih devetdesetih, ko je dobila pomembnejši vlogi v filmu Vem, kaj ste storili lansko poletje (1997) in Krik 2 (1997) ter vlogo Buffy Summers v WB/UPN-jevi televizijski seriji Buffy - Izganjalka vampirjev, ki so jo snemali do leta 2003. Za svoj nastop v tej seriji je bila nagrajena s štirimi nagradami Teen Choice Awards in eno nagrado Saturn Award za najboljšo televizijsko igralko, nominirana pa je bila tudi za zlati globus v kategoriji za »najboljšo igralko - Dramska televizijska serija«. Veliko pozornosti je pritegnila tudi s filmoma Podle igre (1999) in Scooby-Doo (2002).
Po koncu serije Buffy - Izganjalka vampirjev je še naprej igrala v komercialno uspešnih filmih, kot so Scooby-Doo 2: Pošast na prostosti (2004), Zarota (2004) ter nadaljevanju slednjega, Zarota 2 (2006). Kasneje je zaigrala tudi v nekaj manj uspešnih filmih, na primer Southland Tales (2007), Zrak, ki ga diham (2008) in Veronika se odloči umreti (2009). Med letoma 2011 in 2012 je igrala glavno vlogo v televizijski seriji Dvojnica. Leta 2002 se je poročila z igralcem Freddiejem Prinzem, Jr., s katerim ima dva otroka.

## Zgodnje življenje
»Lahko bi nastala z brezmadežnim spočetjem. Nikoli ne veš. Lahko bi rekli, da mojega očeta ni ob meni. Ne izmikam se mu namerno, a povem mu lahko le nekaj malega. Ni oseba, ki bi bila del mojega življenja. Če samo prispevaš spermo, še ne pomeni, da si oče. Nimam očeta. Zame ni naredil dovolj, da bi si zaslužil ta naziv.«

Sarah Michelle Gellar o odraščanju brez očetovske figure
Sarah Michelle Gellar se je rodila v New York Cityju. Je edini otrok Rosellen (roj. Greenfield), vzgojiteljice, ter Arthurja Gellarja, krojača. Oba njena starša sta Juda, čeprav je njena družina v času božiča postavila božično drevesce. Sama pravi, da ne verjame v organizirano prakticiranje katerekoli vere in nikoli ni.
Leta 1984, ko je bila stara sedem let, sta se njena starša ločila. Vzgajala jo je le njena mama na Upper East Sideu. Maturirala je leta 1995 na srednji šoli Fiorello LaGuardia, ki se specializira na umetnosti nastopanja. Od svojega očeta se je v odraščanju odtujila, saj je njen oče zapustil družino in odraščala je brez očetovske figure. Ponovno je vzpostavila stike z njim in ga pričela obiskovati šele tik pred njegovo smrtjo za rakom na jetrih 9. oktobra 2001.

## Kariera

### Zgodnja kariera (1981–1996)
Pri štirih je Sarah Michelle Gellar v restavraciji v Uptownu, Manhattan, opazil igralski agent. Dva tedna kasneje je odšla na avdicijo za vlogo v televizijskem filmu An Invasion of Privacy z Valerie Harper, Carol Kane in Jeffom Danielsom. Na avdiciji je Gellarjeva brala tako svoje besedilo kot besedilo Harperjeve, s čimer je naredila velik vtis na režiserja, ki jo je nato tudi izbral za vlogo. Kasneje se je pojavila v kontroverzni reklami za Burger King, v kateri je njen lik kritiziral McDonald's in trdil, da je le pri Burger Kingu. Zaradi reklame je McDonald's vložil tožbo. V otroštvu se je kot fotomodel pojavila v mnogih revijah.
Gellarjeva je zaigrala v televizijskih serijah, kot so Spenser: For Hire in Crossbow. Imela je manjše vloge v filmih Funny Farm (1988) in High Stakes (1989) se pojavila v najstniški pogovorni oddaji Girl Talk. Leta 1991 je zaigrala mlajšo Jacqueline Bouvier v televizijskem filmu A Woman Named Jackie. Svojo prvo pomembnejšo igralsko vlogo je dobila leta 1992, ko je zaigrala v seriji Swans Crossing, nazadnje pa je zaigrala Kendall Hart, dolgo izgubljeno hčer Erice Kane (Susan Lucci), v telenoveli All My Children. Leta 1995 je pri osemnajstih letih za svoj nastop v seriji prejela emmyja v kategoriji za »izstopajočo mlajšo igralko v dramski seriji«. Istega leta je v seriji prenehala igrati.

### Preboj inBuffy - Izganjalka vampirjev(1997–2003)
Leta 1997 je Sarah Michelle Gellar dobila glavno vlogo v televizijski seriji Buffy - Izganjalka vampirjev, kjer je igrala najstnico, ki je odgovorna za preganjanje mističnih bitij, predvsem vampirjev. Dejala je, da je morala za vlogo prestati enajst avdicij (na začetku je želela dobiti vlogo Cordelie Chase). Serijo so hvalili tako kritiki kot občinstvo. S sedmimi sezonami in 144 epizodami sta serija in z njo tudi Gellarjeva postali kultni ikoni v Združenih državah, Kanadi, Združenem kraljestvu, na Irskem in v Avstraliji. Med snemanjem glasbene epizode serije, naslovljene »Once More, with Feeling«, je Gellarjeva zapela mnogo pesmi; kasneje so iz njenih pesmi in pesmi njenih soigralcev sestavili glasbeni album.
Njena prva pomembnejša filmska vloga je bila vloga v popularni grozljivki Vem, kaj ste storili lansko poletje. V filmu je zaigrala Helen Shiver, lepo mlado igralko. Novinar revije Washington Post je njen nastop v filmu opisal kot »všečen«. Film je bil finančno izredno uspešen, saj so po svetu z njim zaslužili 125.586.134 $, Sarah Michelle Gellar pa je za svoj nastop v filmu prejela nagrado Blockbuster Entertainment Award za najljubšo stransko igralko - Grozljivka in bila nominirana za nagrado MTV Movie Award za najboljši prebojni nastop. Kasneje so film pogosto omenjali v popularni kulturi in posneli mnogo parodij nanj. Dobila je vlogo v najstniški grozljivki Krik 2, kjer je imela vlogo Cici Cooper, študentke in oboževalke filmov. Pogodbo za film Krik 2 je podpisala, ne da bi prebrala scenarij, saj je zaradi uspeha prvega filma verjela, da bo uspešno tudi njegovo nadaljevanje. Film je resnično dosegel velik uspeh in z njim so zaslužili 172.363.301 $. Zaradi svojih takratnih del je Gellarjeva, ko se je prvič uvrstila na seznam najlepših ljudi na svetu revije People, postala ena od najbolj zaželenih mladih igralk v Hollywoodu. Leta 1998 je vodila epizodo oddaje Saturday Night Live, kar je do leta 2002 storila še dvakrat. Glas je posodila liku lutke Gwendy v animiranem filmu Mali vojaki, ki je bil komercialno precej uspešen, kritiki pa so mu dodelili mešane ocene.
Po pojavu v romantični komediji Ona je prava je dobila stransko vlogo v filmu Simply Irresistible, ki je izšel zgodaj leta 1999. Filmu so kritiki dodelili v glavnem negativne ocene in tudi finančno ni bil preveč uspešen. V nekem intervjuju je priznala, da obžaluje, da je sprejela vlogo v tem filmu: »Simply Irresistible je bil slaba izbira – in ravno zaradi tega čudovita izkušnja, iz katere se lahko veliko naučim. Nisem bila še pripravljena na snemanje takšnega filma. Bila sem premlada. Scenarij ni bil pripravljen. V svojem srcu sem že med pripravami na snemanje filma vedela, da bi morala vse skupaj opustiti.«
V filmu Podle igre (1999), moderni upodobitvi igre Les Liaisons dangereuses, se je Sarah Michelle Gellar poljubila s svojo soigralko Selmo Blair; na podelitvi nagrad MTV Movie Awards leta 2000 sta bili nagrajeni z nagrado za najboljši poljub. Film je bil finančno precej uspešen, saj je v Združenih državah Amerike zaslužil 38, drugod po svetu pa še 75 milijonov $ in bil nagrajen z večini nagradami. Kritik Roger Ebert je napisal, da sta Gellarjeva in njen soigralec Ryan Phillippe »prepričljivo zaigrala močna čustva« in da je Gellarjeva »prepričljiva v vlogi pametnega dekleta, ki se zna vesti kot cipa.« Z vlogo je pokazala svoje zmožnosti za upodabljanje različnih vlog in veliko ljudi je bilo presenečenih, ko so jo videli v vlogi rjavolase zasvojenke s kokainom, ki rada manipulira in izrablja ljudi. Njen nastop v filmu je pohvalilo mnogo kritikov, med drugim tudi Rob Blackwelder s spletne strani SPLICEDwire, ki je napisal, da »osupljiv nastop Sarah Michelle Gellar, ki se je popolnoma posvetila upodobitvi največje negativke v filmu, Kathryn naredi tako prijetno zlobno. (Pa še enkratno izgleda v stezniku.)« Ob približno istem času se je pojavila v nekaj epizodah serije Angel in zaigrala Debbie v epizodi »Escape from New York« HBO-jeve serije Seks v mestu.
Dobila je glavno vlogo, vlogo hčere mafijaša, v neodvisnem filmu Jamesa Tobacka, Harvard Man (2001). Ob premieri so filmu kritiki dodelili mešane ocene. Spletna stran Filmcitic.com je njen nastop in nastop celotne igralske zasedbe opisala kot »ogleda vrednega«. Dva prizora seksa s Sarah Michelle Gellar, vključena v film, sta se ji poleg filma Podle igre (1999) pomagala znebiti slovesa nedolžnega dekleta. Leta 2002 si je z upodobitvijo Daphne Blake v filmu Scooby-Doo s strani kritikov prislužila predvsem negativne ocene. Kljub temu, da ga kritiki niso hvalili, pa je bil film finančno precej uspešen, saj so z njim po svetu zaslužili kar 275.650.703 $, s čimer je postal petnajsti najbolje prodajan film na svetu v tistem letu. Za svoj nastop v filmu je Gellarjeva prejela nagrado Teen Choice Award v kategoriji za »izbiro filmske igralke: Komedija«.

»Verjamem, da je to ena najboljših serij vseh časov in da se bo v zgodovino vpisala kot ravno to. Menim, da to ni domišljava izjava. Spremenili smo pogled ljudi na televizijo.«

Sarah Michelle Gellar o svojem mnenju o seriji Buffy - Izganjalka vampirjev v intervjuju z revijo Esquire
Medtem ko si je gradila uspešno filmsko kariero, je Sarah Michelle Gellar še naprej snemala serijo Buffy - Izganjalka vampirjev; kljub temu se je odločila, da bo serijo po sedmi sezoni zapustila. O svojem razlogu za prenehanje snemanja serije je dejala: »Serije ne zapuščam zaradi filmske ali gledališke kariere – to je bolj zasebna odločitev. Potrebujem počitek.« Kmalu po koncu serije je dejala, da nima želje po snemanju filma o Buffy, a da bi o igranju v tovrstnem filmu premislila, če bi ji bil scenarij dovolj všeč. V zadnji sezoni serije Angel ni zaigrala, zaradi česar scenarij za so zadnjo epizodo serije, »You're Welcome«, morali napisati ponovno, da so njen lik nadomestili z likom Cordelie Chase. Gellarjeva je dejala, da se je nameravala pojaviti v zadnji epizodi serije, vendar da so ji to preprečile družinske težave in prenatrpan urnik. Takrat so pričeli snemati tudi animirano serijo Buffy - Izganjalka vampirjev, ki pa ni nikoli izšla; njenemu liku je glas posodila igralka Giselle Loren, ki je Buffy glas posodila tudi v več videoigrah. Podobo Sarah Michelle Gellar so za Buffy uporabili tudi v istoimenskih stripih.

### Uspeh s filmi in premor (2004–2010)
Ob koncu serije Buffy - Izganjalka vampirjev glas posodila Gini Vendetti v epizodi »The Wandering Juvie« serije Simsonovi, ki je izšla marca 2004. Njen naslednji film je bil film Scooby-Doo 2: Pošasti na prostosti. Film je s strani kritikov prejel predvsem negativne ocene, vendar je bil komercialno zelo uspešen, saj so po svetu z njim zaslužili 181.466.833 $. Istega leta je zaigrala v grozljivki Zarota, s katerim so po svetu prav tako zaslužili veliko denarja, kar 187.281.115 $. Gellarjevo so kritiki za njen nastop v filmu pohvalili in mnogo jih je v svoji oceni zapisalo, da je prav ona po vsej verjetnosti razlog za uspeh filma. David Wirtschafter, predsednik agencije Williama Morrisa, ki je zastopala Gellarjevo, za časopis The New Yorker dejal, da uspeh filma Zarota »našo stranko Sarah Michelle Gellar iz niča spremeni v … potencialno zvezdo. Kar naenkrat je delo Sarah Michelle Gellar pomembno.« Zaradi te pripombe je svoje sodelovanje z agencijo prekinila in sedaj jo zastopa agencija Creative Artists. Za svojo upodobitev Karen Davis je kmalu zatem prejela nominaciji za nagradi MTV Movie Award v kategoriji za »najboljši prestrašeni nastop« ter Teen Choice Award v kategoriji za »izbiro filmske igralke: Triler«. Leta 2005 je zaigrala v epizodi animirane serije Robot Chicken, v kateri je do leta 2013 v več vlogah nastopila dvanajstkrat.
Zaigrala je v nadaljevanju filma Zarota, Zarota 2, ki je izšel oktobra 2006; v tem filmu je imel njen lik le stransko vlogo. Njen nastop je prejel mešano reakcijo, predvsem zaradi nepričakovane smrti njenega lika na koncu filma, ki je razjezila mnogo oboževalcev. Čeprav film ni bil tako uspešen kot njegov predhodnik, je bil komercialno še kar uspešen, saj je bil ob izidu najbolje prodajan film tistega tedna in že v prvem tednu od premiere so z njim zaslužili 22 milijonov $. Njen naslednji film, triler Vrnitev, je izšel naslednji mesec. V njem je zaigrala poslovno žensko, ki jo strašijo njeni spomini iz otroštva na skrivnostno smrt mlade ženske. Film so predstavili kot grozljivko in mnogo kritikov je bilo presenečenih, ko so odkrili, da je »le detektivka z nekaj elementi nadnaravnega.« S filmom, ki ga niso promovirali prav veliko, so zaslužili samo 4.800.000 $.
Gellarjeva je nastopila v animiranem filmu (Ne)srečno do svojih konca dni, ki so mu kritiki dodelili v glavnem negativne ocene in tudi komercialno ni bil zelo uspešen. Njen naslednji film, Ninja želve, prav tako animiran (v njem je zaigrala April O'Neal), pa je bil komercialno izredno uspešen; z njim so zaslužili kar 95 milijonov $, čeprav so mu kritiki dodelili mešane ocene. Njen naslednji projekt, triler Richarda Kellyja, Southland Tales, se je maja 2006 premierno predvajal na filmskem festivalu v Cannesu in 9. novembra 2007 pa je v omejeni izdaji v Združenih državah Amerike izšel tudi na DVD-ju. Kritiki so filmu dodelili mešane ocene. Gellarjevo so ob prvem srečanju s Kellyjem k sodelovanju prepričale predvsem izvirne ideje za scenarij.
Naslednja filma, v katerih je zaigrala (Dekle iz predmestja in Zrak, ki ga diham), sta izšla na filmskem festivalu Tribeca leta 2007. Januarja 2008 je film Dekle iz predmestja izšel na DVD-ju. Novinar spletne strani Variety.com ga je opisal kot »mešanico Seksa v mestu in Hudičevke v Pradi« in »še kar uglajeno romantično komedijo«. Njeno odrsko kemijo z Alecom Baldwinom so nekateri hvalili, nekateri pa kritizirali; novinar revije Eye For Film je, na primer, napisal: »Film je najboljši, kadar sta na ekranu Baldwin in Gellarjeva naenkrat – z izjemo tega, da bi Gellarjeva morala pojesti kolaček ali dva.« Filmska spletna stran Moviepicturefilm.com je napisala: »Nastop tako Gellarjeve kot Baldwina je naravnost čudovit in njuna kemija je neverjetno resnična, nazadnje kar ganljiva. Z veliko smeha in odličnim okusom za modo bi lahko film prekosil celo Hudičevko v Pradi, saj ima ta film nekaj, česar večina romantičnih komedij nima, in sicer veliko stila in ogromno srce.« Film Zrak, ki ga diham je istega tedna izšel v kinematografih in v omejeni izdaji so z njim zaslužili 2 milijona $ povsod po svetu. Kritiki so filmu dodelili predvsem negativne ocene; novinar revije The New York Times je film opisal kot »gangsterski film s prividi veličine.« Kljub temu pa so v večini hvalili njen nastop v filmu; novinar revije DVD Talk Review je, na primer, napisal, da ima »njen lik v tem filmu največ čustvene globine in med svojim nastopom Gellarjeva pleše na pravo glasbo.«
Gellarjeva je zaigrala stransko vlogo v psihološkem trilerju Possession, ki so ga maja 2008 predstavili na canneškem filmskem trgu. Film so med letoma 2008 in 2009 v Združenih državah Amerike večkrat nameravali izdati v kinih, a zaradi finančnih težav filmske skupine YARI so ga nazadnje izdali le na DVD-ju, in sicer marca 2010. Kljub temu pa je film Possession izšel v kinih zunaj Združenih držav Amerike, in sicer v Argentini, Ekvadorju in Mehiki, kjer so s filmom zaslužili 682.173 $. Zaigrala je tudi v filmu Veronika se odloči umreti (2009). Film govori o mladi ženski, ki trpi za hudo depresijo, a ponovno najde veselje v življenju, ko po neuspelem poskusu samomora ugotovi, da bo živela le še nekaj dni. Snemanje filma se je pričelo 12. maja 2008 v New York Cityju in končalo pozno junija. Poročali so, da je vlogo Sarah Michelle Gellar najprej dobila Kate Bosworth, ki pa jo je zavrnila. Gellarjeva je z vlogo prejela kar precej hvale s strani kritikov in film Veronika se odloči umreti se je leta 2009 za omejen čas predvajal v kinematografih v različnih državah in z njim so zaslužili 1,3 milijona $ po svetu. V tistem času se je rodila njena hči, Charlotte Grace Prinze, in zato, da bi z njo lahko preživela več časa, je opustila vse svoje nadaljnje filmske projekte.
Njeno podobo so uporabili za enega od likov v videoigri Call of Duty: Black Ops. V videoigri je njen lik posnel film z Georgem Romerom in pregnal hordo zombijev. Je druga ženska, upodobljena v tej videoigri.

### Televizijsko delo (2011 - danes)
Leta 2011 je Sarah Michelle Gellar podpisala pogodbo za igranje in produciranje serije Dvojnica, v kateri je zaigrala žensko, ki se pred sovražniki iz preteklosti skriva tako, da prične živeti življenje svoje bogate sestre dvojčice. Serijo je najprej nameraval predvajati kanal CBS, vendar jo je kasneje odkupil kanal CW in izšla je maja 2011. Gellarjeva je dejala, da se je na televizijo želela vrniti zato, da bi lahko tako delala kot vzgajala svojo hčer. Serija je ob izidu prejela mešane ocene; novinar revije E! Online je napisal, da je bil njen nastop v seriji »enkraten« in »fantastičen«, novinar revije TV Line pa je napisal, da »opravi dobro delo« v vlogi ene in druge sestre. Revija USA Today je njen nastop opisal kot »premišljen«. Prvo epizodo si je ogledalo mnogo ljudi (2,84 milijona), a ker nadaljnje epizode niso bile tako uspešne, se je CW odločil, da bodo po trimesečnem premoru čez počitnice serijo prenehali snemati.
4. avgusta 2011 je Sarah Michelle Gellar potrdila, da se bo ob koncu septembra vrnila k igranju v ABC-jevi telenoveli All My Children, a ne v vlogi Kendall Hart. Epizoda, v kateri je zaigrala, je izšla 21. septembra 2011. Upodobila je bolnico v bolnišnici Pine Valley. Marii Santos njen lik pove, da se ji bolnišnica zdi znana in da je »hči Erice Kane«. Dejala je tudi, da je videla vampirje, še preden so postali popularni, kar je namig na njeno vlogo v seriji Buffy - Izganjalka vampirjev. Gellarjeva se je pojavila v epizodi »Virtual In-Stanity« serije American Dad!, ki je izšla 20. novembra 2011, ki si jo je ogledalo 4,82 milijona ljudi. V epizodi, ki so jo kritiki v glavnem hvalili, je poleg nje zaigrala tudi njena bivša soigralka iz serije Buffy - Izganjalka vampirjev, Alyson Hannigan. Novinar revije The AV Club je Gellarjevo in Hanniganovo označil za »učinkoviti gostovalni zvezdi« in napisal, da imata »obe glasova, ki ustrezata njunima likoma.« V seriji je Gellarjeva ponovno nastopila 6. decembra 2012, in sicer v epizodi »Adventures in Hayleysitting«.
15. februarja 2013 so poročali, da bo Sarah Michelle Gellar ponovno pričela igrati na televiziji, in sicer v CBS-jevi televizijski seriji The Crazy Ones, kjer bo zaigrala poleg Robina Williamsa. Serija bo komedija, snemana z eno kamero, o oglaševalni agenciji v Chicagu, ki jo vodita oče (Williams) in hči (Gellarjeva). Maja 2013 so oznanili, da se je CBS odločil serijo izdati; prva epizoda bo izšla septembra 2013.

## Javna podoba
Sarah Michelle Gellar se je pojavila na naslovnicah revij Cosmopolitan, FHM, Glamour, Rolling Stone in mnogih drugih. V letih 2002, 2003, 2005, 2008 in 2009 se je pojavila na Maximovem seznamu »najprivlačnejših 100« (leta je zasedla 2002 je zasedla osmo, leta 2003 petinštirideseto, leta 2005 šestindvajsetom leta 2008 osmo, leta 2009 pa peto mesto), leta 1999, 2000, 2005, 2006 in 2007 pa tudi na FHM-jevem seznamu »100 najprivlačnejših žensk« (leta 1999 zasedla prvo, leta 2000 tretje, leta 2005 štiriinšestdeseto, leta 2006 štiriindevetdeseto, leta 2007 pa štiriinpetdeseto). Leta 1998 jo je revija People imenovala za eno od »50 najlepših ljudi (na svetu)«. Gellarjeva se je pojavila v reklamah za kampanjo »Got Milk?« ter v videospotih za pesmi »Sour Girl« glasbene skupine Stone Temple Pilots in »Comin' Up From Behind« skupine Marcy Playground. Leta 2007 je promovirala kozmetično podjetje Maybelline. Decembra 2007 se je oblečena v črn čipkast nedrček pojavila na naslovnici revije Maxim in revija jo je imenovala za »žensko leta«.
Google jo je v letih 2002 in 2003 vključil na svoj seznam 10 najbolj iskanih žensk, kjer je zasedla osmo mesto. Britanski kanal Channel 4 jo je leta 2007 vključil na svoj seznam »100 največjih seks simbolov«, kjer je zasedla šestnajsto mesto. Z vlogami v filmih in serijah, kot sta Buffy - Izganjalka vampirjev in Podle igre, je postala svetovni seks simbol. Gellarjevo je na svoj seznam najprivlačnejših žensk vsako leto od leta 1998 dalje vključilo tudi več mednarodnih izdaj revije FHM, vključno z nemško, nizozemsko, južnoafriško, dansko in romunsko. Spletna stran Topsocialite.com jo je uvrstila na osmo mesto svojega seznama »najprivlačnejših žensk v devetdesetih«, na katerem so se pojavile tudi Alicia Silverstone, Gillian Anderson in Shannen Doherty. Poleg tega se je uvrstila tudi na dva seznama revij Entertainment Weekly (»12 najboljših igralcev in glasbenikov« leta 1998, kjer je zasedla tretje mesto in »100 največjih televizijskih ikon« leta 2007), v letih 2004 in 2005 pa tudi na Glamourjevem seznamu »50 najbolje oblečenih žensk« (zasedla je sedemnajsto in štiriindvajseto mesto). Kanal BuddyTV ji je leta 2011 dodelil sedemindvajseto mesto na svojem seznamu »100 najprivlačnejših žensk na televiziji«.
Leta 2007 jo je podjetje Vaseline vključilo v svojo kampanjo »Koža je neverjetna« (»Skin Is Amazing«) skupaj z igralci, kot so Hilary Duff, Amanda Bynes in John Leguizamo. Marca 2008 se je pojavila na naslovnici revije Gotham, za katero je z enim od njihovih novinarjev opravila tudi intervju, v katerem je dejala, da se je njen osebni slog oblačenja razvil šele po tridesetem. Dejala je: »Vem, da zveni zelo klišejevsko, a ko ženske dopolnijo trideset let, se res najdejo. Prejšnji večer sem na Lettermanu nosila oprijeto obleko Herve Leger. Pred dvema ali tremi leti? Tega takrat ne bi nikdar oblekla.«

## Zasebno življenje

### Družina
Sarah Michelle Gellar je svojega bodočega moža, Freddieja Prinzea, Jr., spoznala leta 1997 na snemanju najstniškega grozljivega filma Vem, kaj ste storili lansko poletje, vendar sta pričela hoditi šele leta 2000. Aprila 2001 sta se zaročila in 1. septembra 2002 sta se poročila v Mehiki. Obred je vodil Adam Shankman, režiser, s katerim je Gellarjeva sodelovala pri snemanju serije Buffy - Izganjalka vampirjev. Njena glavna družica je bila njena večletna prijateljica, igralka Lindsay Sloane. Prinze in Gellarjeva sta par zaigrala tudi v filmu Scooby-Doo (2002) in njegovem nadaljevanju, Scooby-Doo 2: Pošasti na prostosti, kjer sta zaigrala Freda in Daphne.
Leta 2007 je ob peti obletnici njune poroke Gellarjeva svoje ime uradno spremenila v Sarah Michelle Prinze. Leta 2004 je med snemanjem filma Zamera na Japonskem obiskala izdelovalca mečev Shojija Yoshiharo (Kuniie III) in pri njem kot rojstnodnevno presenečenje za Prinzea kupila katano. Takrat je ugotovila, da za transportiranje meča v drugo državo potrebuje dovoljenje japonske vlade, ki ji ga je nazadnje uspelo dobiti, čeprav je priznala, da je bilo to »neverjetno zapleteno«.
Gellarjeva in Prinze imata dva otroka: hčerko Charlotte Grace Prinze (roj. septembra 2009), in sina Rockyja Jamesa Prinzea (roj. septembra 2012).

### Hobiji
Gellarjeva je aktivna advokatinja različnih dobrodelnih organizacij, na primer Project Angel Food, Habitat for Humanity in CARE. Veliko organizacij, s katerimi sodeluje, se ukvarja z raziskavami raka na prsih. O svojem sodelovanju z raznimi dobrodelnimi organizacijami je dejala: »S tem sem pričela, ker me je moja mama že dolgo časa nazaj naučila, da tudi, če nimaš ničesar, lahko pomagaš. To se ti nazadnje desetkrat povrne. A zame je bilo to vedno težko, saj nisem mogla storiti prav veliko. Lahko doniram nekaj denarja, a kaj več zaradi pomanjkanja časa ne morem nareiti. Sedaj, ko imam čas, je vse skupaj prav neverjetno.«
Maja 2011 se je pridružila Nestléjevem programu Share the Joy of Reading, ki promovira pomembnost branja za razvoj mladih otrok in slednje spodbuja, naj berejo tudi med poletnimi počitnicami.
Gellarjeva ima štiri tatuje. Na svojem križu ima vtetoviran simbol za integriteto, na svojih gležnjih simbol za potrpežljivost in vztrajnost ter češnjev cvet, na svojem hrbtu pa dva kačja pastirja.
Gellarjeva ima rjav pas v taekwondoju.

## Filmografija

### Filmi
| Leto | Naslov                              | Vloga               | Opombe             |
| ---- | ----------------------------------- | ------------------- | ------------------ |
| 1983 | An Invasion of Privacy              | Jennifer Bianchi    |                    |
| 1984 | Over the Brooklyn Bridge            | Philova hčerka      |                    |
| 1988 | Funny Farm                          | Elizabethina učenka |                    |
| 1989 | High Stakes                         | Karen Rose          | Kot »Sarah Gellar« |
| 1997 | Beverly Hills Family Robinson       | Jane Robinson       |                    |
| 1997 | Vem, kaj ste storili lansko poletje | Helen Shivers       |                    |
| 1997 | Krik 2                              | Casey »Cici« Cooper |                    |
| 1998 | Mali vojaki                         | Gwendy Doll         | Glas               |
| 1999 | She's All That                      | Dekle v kavarni     | Posebna zahvala    |
| 1999 | Simply Irresistible                 | Amanda Shelton      |                    |
| 1999 | Podle igre                          | Kathryn Merteuil    |                    |
| 2001 | Harvard Man                         | Cindy Bandolini     |                    |
| 2002 | Scooby-Doo                          | Daphne Blake        |                    |
| 2004 | Scooby-Doo 2: Pošasti na prostosti  | Daphne Blake        |                    |
| 2004 | Zarota                              | Karen Davis         |                    |
| 2006 | Zarota 2                            | Karen Davis         |                    |
| 2006 | Vrnitev                             | Joanna Mills        |                    |
| 2007 | (Ne)srečno do konca svojih dni      | Ella                | Glas               |
| 2007 | Ninja želve                         | April O'Neil        | Glas               |
| 2007 | Southland Tales                     | Krysta Now          | Limited release    |
| 2008 | Dekle iz predmestja                 | Brett Eisenberg     | Televizijski film  |
| 2008 | Zrak, ki ga diham                   | Sorrow              | Omejena izdaja     |
| 2009 | Possession                          | Jessica             | Televizijski film  |
| 2009 | Veronika se odloči umreti           | Veronika            | Omejena izdaja     |

### Televizija
| Leto             | Naslov                       | Vloga                              | Opombe |
| ---------------- | ---------------------------- | ---------------------------------- | --- |
| 1988             | Spenser: For Hire            | Emily                              | »Company Man« (3. sezona, 17. epizoda) |
| 1988             | Crossbow                     | Sara Guidotti                      | »Actors« (2. sezona, 13. epizoda) |
| 1991             | A Woman Named Jackie         | Najstniška Jacqueline Bouvier      | TV miniserija |
| 1992             | Swans Crossing               | Sydney Orion Rutledge              | |
| 1993–1995, 2011  | All My Children              | Kendall Hart Neimenovana pacientka | |
| 1997–2003        | Buffy - Izganjalka vampirjev | Buffy Summers                      | Glavni lik; vse epizode |
| 1998, 1999, 2002 | Saturday Night Live          | Voditeljica                        | »Sarah Michelle Gellar/Portishead« (23. sezona, 11. epizoda) »Sarah Michelle Gellar/Backstreet Boys« (24. sezona, 19. epizoda) »Sarah Michelle Gellar/Faith Hill« (28. sezona, 2. epizoda) |
| 1998             | King of the Hill             | Marie                              | Glas »And They Call It Bobby Love« (3. sezona, 2. epizoda) |
| 1999–2000        | Angel                        | Buffy Summers                      | »Bachelor Party« (1. sezona, 7. epizoda) »I Will Remember You« (1. ezona, 8. epizoda) »Sanctuary« (1. sezona, 19. epizoda)                                                                 |
| 2000             | Seks v mestu                 | Debbie                             | »Escape from New York« (3. sezona, 13. epizoda) |
| 2001             | God, the Devil and Bob       | Igralka na televizijski seriji     | Glas »There's Too Much Sex on TV« (1. sezona, 10. epizoda) |
| 2001             | Grosse Pointe                | Ona                                | »Passion Fish« (1. sezona, 16. epizoda) |
| 2004, 2012       | Simpsonovi                   | Gina Vendetti                      | Glas »The Wandering Juvie« (15. sezona, 16. epizoda) »Moonshine River« (24. sezona, 1. epizoda)                                                                                            |
| 2005–2012        | Robot Chicken                | Več glasov                         | 12 epizod |
| 2011–2012        | American Dad!                | Phyllis, Jenny                     | Glas »Virtual In-Stanity« (7. sezona, 5. epizoda) »Adventures in Hayleysitting« (8. sezona, 6. epizoda)                                                                                    |
| 2011–2012        | Dvojnica                     | Bridget Kelly/Siobhan Martin       | Glavna vloga, producentka |
| 2013             | The Crazy Ones               | Sydney Roberts                     | Glavna vloga |

### Videoigre
| Leto | Naslov                  | Vloga | Opombe          |
| ---- | ----------------------- | ----- | --------------- |
| 2010 | Call of Duty: Black Ops | Ona   | Lik v videoigri |

## Nagrade in nominacije
| Leto | Nagrada                         | Kategorija                                                                               | Delo                                | Rezultat     |
| ---- | ------------------------------- | ---------------------------------------------------------------------------------------- | ----------------------------------- | ------------ |
| 1993 | Young Artist Award              | Najboljša mlada igralka v novi televizijski seriji                                       | Swans Crossing                      | nominiran/aa |
| 1993 | Young Artist Award              | Najboljša mlada igralka v televizijski seriji                                            | Swans Crossing                      | nominiran/aa |
| 1994 | Emmy                            | Izstopajoča mlajša igralka v dramski seriji                                              | All My Children                     | nominiran/aa |
| 1994 | Young Artist Award              | Najboljši nastop mlade igralke v televizijski seriji                                     | All My Children                     | nominiran/aa |
| 1995 | Emmy                            | Izstopajoča mlajša igralka v dramski seriji                                              | All My Children                     | Osvojil/aa   |
| 1995 | Young Artist Award              | Najboljši nastop mlade igralke v televizijski seriji                                     | All My Children                     | nominiran/aa |
| 1998 | Blockbuster Entertainment Award | Najljubša stranska igralka - Grozljivka                                                  | Vem, kaj ste storili lansko poletje | Osvojil/aa   |
| 1998 | MTV Movie Award                 | Najboljši prebojni nastop                                                                | Vem, kaj ste storili lansko poletje | nominiran/aa |
| 1998 | Saturn Award                    | Najboljša igralka na televiziji (nominirana tudi v letih 2000, 2001, 2002, 2003 in 2004) | Buffy - Izganjalka vampirjev        | nominiran/aa |
| 1999 | Saturn Award                    | Najboljša igralka na televiziji                                                          | Buffy - Izganjalka vampirjev        | Osvojil/aa   |
| 1999 | Teen Choice Award               | Televizija - Izbira igralke (prejela tudi v letih 2000, 2002 in 2003)                    | Buffy - Izganjalka vampirjev        | Osvojil/aa   |
| 2000 | MTV Movie Award                 | Najboljši poljub (skupaj s Selmo Blair)                                                  | Podle igre                          | Osvojil/aa   |
| 2000 | MTV Movie Award                 | Najboljši nastop - Ženski                                                                | Podle igre                          | Osvojil/aa   |
| 2000 | MTV Movie Award                 | Najboljši zlobnež                                                                        | Podle igre                          | nominiran/aa |
| 2001 | Zlati globus                    | Najboljši nastop igralke v televizijski seriji - Drama                                   | Buffy - Izganjalka vampirjev        | nominiran/aa |
| 2001 | Teen Choice Award               | Televizija - Izbira igralke                                                              | Buffy - Izganjalka vampirjev        | nominiran/aa |
| 2001 | Television Critics Association  | Individualni dosežki v drami                                                             | Buffy - Izganjalka vampirjev        | nominiran/aa |
| 2002 | Teen Choice Award               | Izbira filmske igralke: Komedija                                                         | Scooby-Doo                          | Osvojil/aa   |
| 2003 | Satellite Award                 | Najboljša igralka - Dramska televizijska serija                                          | Buffy - Izganjalka vampirjev        | nominiran/aa |
| 2005 | MTV Movie Award                 | Najboljši prestrašeni nastop                                                             | Zarota                              | nominiran/aa |
| 2005 | Teen Choice Award               | Izbira filmske igralke: Triler                                                           | Zarota                              | nominiran/aa |
| 2011 | Entertainment Weekly Award      | Najljubša televizijska igralka                                                           | Dvojnica                            | nominiran/aa |
| 2011 | Virgin Media TV Award (UK)      | Najboljša igralka                                                                        | Dvojnica                            | nominiran/aa |
| 2012 | Teen Choice Award               | Izbira televizijske serije: Drama                                                        | Dvojnica                            | nominiran/aa |
| 2012 | Zap2it Award                    | Najboljši igralec, ki je v isti seriji upodobil dva lika                                 | Dvojnica                            | nominiran/aa |
| 2012 | E! Golden Remotes Award         | Zvezda, ki jo bomo pogrešali najbolj                                                     | Dvojnica                            | Osvojil/aa   |